# Charles Athanase Walckenaer
Charles Athanase Walckenaer (Parijs, 25 december 1771 - Parijs, 27 april 1852) was een Frans entomoloog. Zijn bijzondere aandacht ging uit naar spinnen, waarvan hij talrijke taxa heeft beschreven.
Walckenaer was ambtenaar en wetenschapper. Hij was getrouwd en had drie kinderen.
In 1814 kreeg hij van Lodewijk XVIII het kruis van het Legioen van Eer en op 21 oktober 1823 gaf de koning hem de titel baron.
Hij was stichtend lid van de Société Entomologique de France.
Hij is begraven op Cimetière du Père-Lachaise.
Het soortenrijke geslacht Walckenaeria van hangmatspinnen is naar hem genoemd.
- Bibsys: 2015628
- Biblioteca Nacional de España: XX4581860
- Bibliothèque nationale de France: cb127545121 (data)
- Catàleg d'autoritats de noms i títols de Catalunya: 981058519938606706
- CiNii: DA1250557X
- Gemeinsame Normdatei: 117116661
- International Standard Name Identifier: 0000 0001 2278 7850
- Library of Congress Control Number: nr89009198
- Nationale Bibliotheek van Tsjechië: mzk2009533303
- Nationale bibliotheek van Australië: 35140620
- Nationale Bibliotheek van Israël: 987007290926905171
- Nederlandse Thesaurus van Auteursnamen: 070492549
- Réseau des bibliothèques de Suisse occidentale: 02-A016760040
- LIBRIS: 336072
- SNAC: w61h377g
- Système universitaire de documentation: 059541008
- Trove: 839855
- Virtual International Authority File: 41966402
- WorldCat: E39PBJjdkRFCqcTfDDvDqqm68C